# 安曇川駅

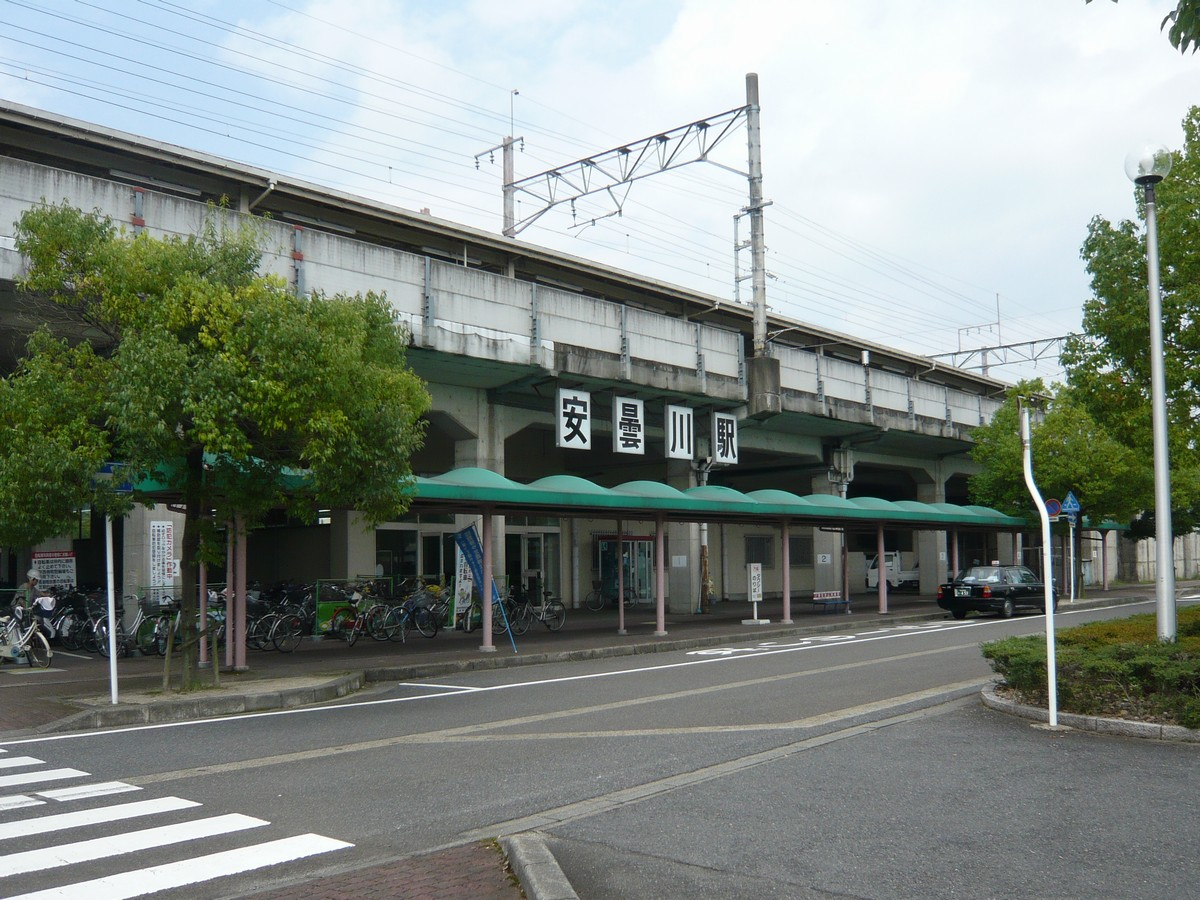
南口（2007年8月）

安曇川駅（あどがわえき）は、滋賀県高島市安曇川町西万木にある、西日本旅客鉄道（JR西日本）湖西線の駅である。駅番号はJR-B16。

## 歴史
- 1974年（昭和49年）7月20日：日本国有鉄道湖西線の開通と同時に開業[2]。
- 1975年（昭和50年）3月10日：荷物の取り扱いを開始[2]。
- 1984年（昭和59年）2月1日：荷物扱い廃止[2]。
- 1987年（昭和62年）4月1日：国鉄分割民営化により、西日本旅客鉄道の駅となる[2][3]。
- 1992年（平成4年）11月1日：みどりの窓口の営業を開始。
- 2006年（平成18年）10月21日：ICカード「ICOCA」の利用が可能となる。ICカード専用簡易改札機で対応。
- 2009年（平成21年）7月1日：アーバンネットワーク各駅共通で当駅も終日全面禁煙化。
- 2018年（平成30年）3月17日：駅ナンバリングが導入され、使用を開始。
- 2024年（令和6年）10月31日：みどりの窓口の営業を終了[4]。

## 駅構造
島式ホーム2面4線を持つ、待避設備を備えた高架駅になっている。改札口は1か所のみ。ホームの長さは260 mで、ホーム有効長は12両である。
特徴
- 堅田駅が管理し、JR西日本交通サービスが駅業務を受託する業務委託駅で、ICカード専用簡易型自動改札機・自動券売機などが設置されている。
- 交通系iCカードのICOCAエリアに含まれており、各種交通系iCカードが利用可能で、ICOCAについては窓口で購入可能。
- エレベーターとLED式発車案内表示器が2009年3月14日ダイヤ改正までに設置され供用を開始した。

### のりば
| のりば | 路線   | 方向 | 行先               |
| ------ | ------ | ---- | ------------------ |
| 1・2   | 湖西線 | 下り | 近江今津・敦賀方面 |
| 3・4   | 湖西線 | 上り | 堅田・京都方面     |

付記事項
- 内側2線（2・3番のりば）が本線、外側2線（1・4番のりば）が待避線である。
- 外側2線（1・4番のりば）は貨物列車などが後続列車の発車・通過待ちを行うために停車することもある。なお、このホームに停車する旅客列車は車内保温のため、ドア開閉ボタンを使うことがある（一部を除く）。

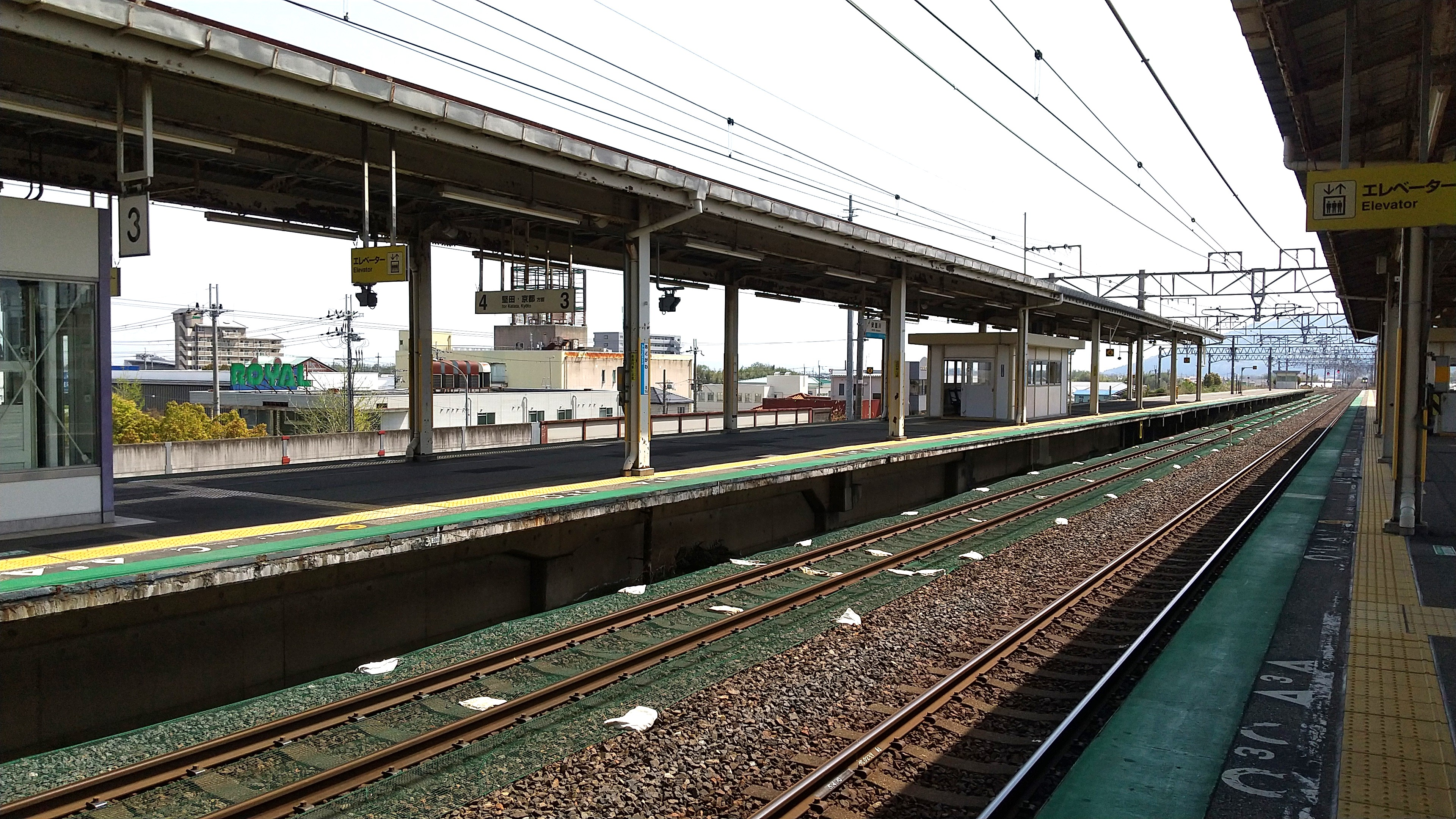
ホーム（2023年4月）
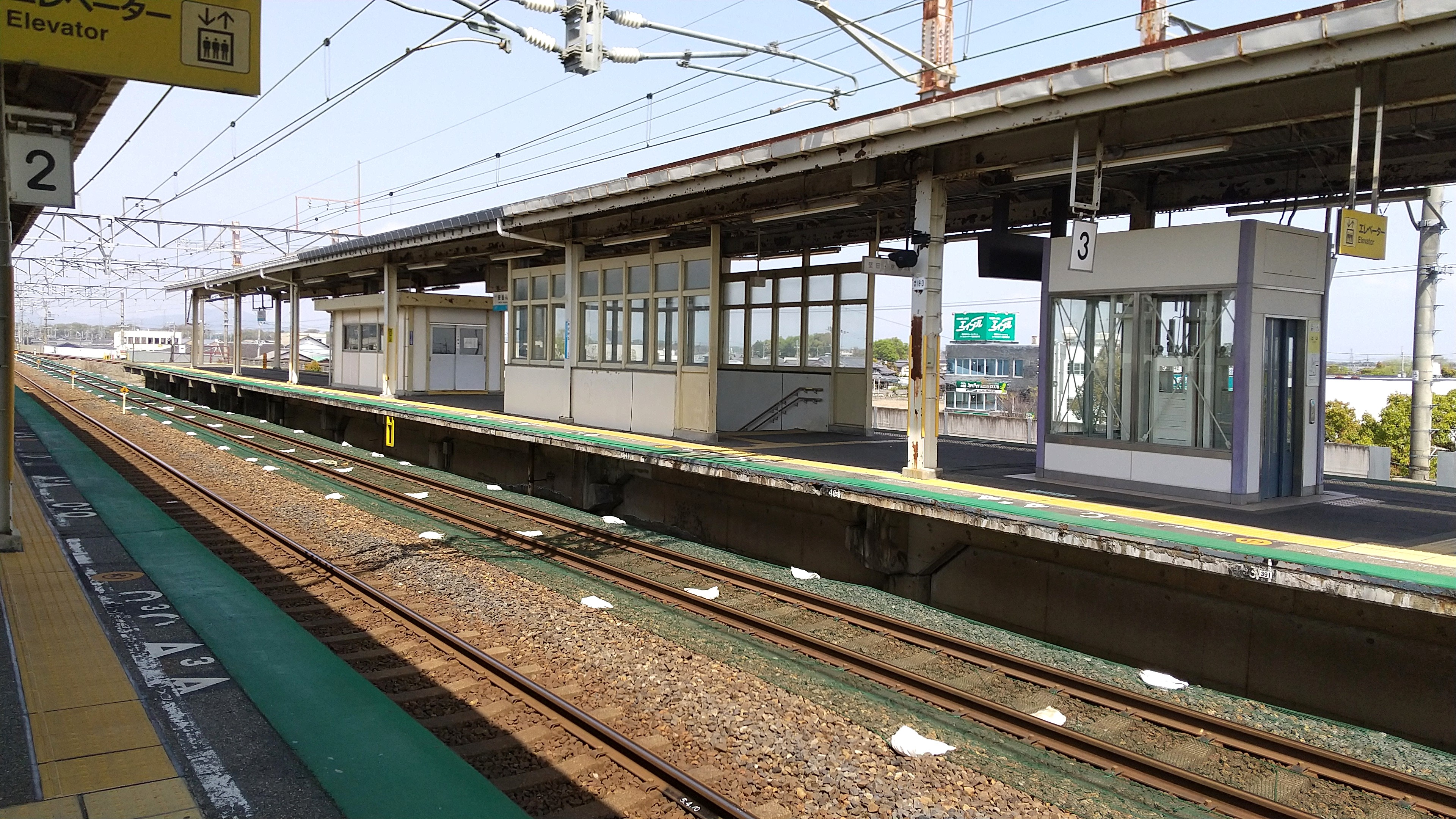
ホーム（2023年4月）

## 利用状況
「滋賀県統計書」によると、1日平均の乗車人員は以下の通りである。JR西日本の移動等円滑化取組報告書によれば、2023年度の1日当たりの利用者数は2,800人。旧安曇川町の中心駅であり、高島市内では近江今津駅に次いで2番目に多い。
| 年度   | 1日平均 乗車人員 | 出典        |
| ------ | ---------------- | ----------- |
| 1992年 | 2,297            | [ 統計 2 ]  |
| 1993年 | 2,372            | [ 統計 3 ]  |
| 1994年 | 2,266            | [ 統計 4 ]  |
| 1995年 | 2,215            | [ 統計 5 ]  |
| 1996年 | 2,338            | [ 統計 6 ]  |
| 1997年 | 2,313            | [ 統計 7 ]  |
| 1998年 | 2,274            | [ 統計 8 ]  |
| 1999年 | 2,230            | [ 統計 9 ]  |
| 2000年 | 2,263            | [ 統計 10 ] |
| 2001年 | 2,158            | [ 統計 11 ] |
| 2002年 | 2,146            | [ 統計 12 ] |
| 2003年 | 2,134            | [ 統計 13 ] |
| 2004年 | 2,091            | [ 統計 14 ] |
| 2005年 | 2,111            | [ 統計 15 ] |
| 2006年 | 2,160            | [ 統計 16 ] |
| 2007年 | 2,162            | [ 統計 17 ] |
| 2008年 | 2,172            | [ 統計 18 ] |
| 2009年 | 2,111            | [ 統計 19 ] |
| 2010年 | 2,033            | [ 統計 20 ] |
| 2011年 | 1,936            | [ 統計 21 ] |
| 2012年 | 1,933            | [ 統計 22 ] |
| 2013年 | 1,943            | [ 統計 23 ] |
| 2014年 | 1,825            | [ 統計 24 ] |
| 2015年 | 1,836            | [ 統計 25 ] |
| 2016年 | 1,801            | [ 統計 26 ] |
| 2017年 | 1,752            | [ 統計 27 ] |
| 2018年 | 1,686            | [ 統計 28 ] |
| 2019年 | 1,596            | [ 統計 29 ] |
| 2020年 | 1,297            | [ 統計 30 ] |
| 2021年 | 1,307            | [ 統計 31 ] |
| 2022年 | 1,368            | [ 統計 32 ] |

## 駅周辺
駅付近は商業地となっているが、民家や田畑もある。湖西線開業直前は大津や京都に買い物客が流出することを懸念し、安曇川町商工会（当時）は商店街に競争力を付けさせ商圏の拡大に成功した経緯がある。かつては駅前に平和堂安曇川店があった。駅東口には中江藤樹像があり、そこから近江聖人中江藤樹記念館へ至る道は「よえもんさん通り」と呼ばれる。
国道161号（高島バイパス）と滋賀県道558号高島大津線は駅東側、福井県道・滋賀県道23号小浜朽木高島線は駅西側、滋賀県道297号安曇川高島線は駅北側を通る。なお、駅名となった安曇川は駅北側（新旭駅とのほぼ中間）、稲荷山古墳や高島歴史民俗資料館は駅南側にあるが、何れも駅からやや離れた所にある。
東側
- 平和堂あどがわ店[9]
- 関西みらい銀行安曇川支店
- 滋賀銀行安曇川支店
- 安曇川郵便局
- 滋賀県立安曇川高等学校
- 道の駅藤樹の里あどがわ
- 高島市藤樹の里文化芸術会館
- 高島市立安曇川図書館
- ハローワーク高島（大津公共職業安定所 高島出張所）
- AVXコンポーネンツ安曇川
- 国道161号（高島バイパス）
- 滋賀県道558号高島大津線
- 滋賀県道297号安曇川高島線

西側
- 高島市役所安曇川支所
- 高島市教育委員会事務局
- 高島市立安曇小学校
- 高島市立安曇川中学校
- ギャラリー藤乃井[10]
- 旧安曇川郵便局[注釈 4]
- 箕島神社
- 安閑神社[11]
- 鶴塚 - 滋賀県最大級の宝塔[12]
- 福井県道・滋賀県道23号小浜朽木高島線
- 滋賀県道297号安曇川高島線

## バス路線
駅西口のロータリー内に「安曇川駅」停留所があり、下記の各路線が発着する。旧朽木村や旧新旭町へ乗り入れる路線もある。なお、カッコ内の事業者名は路線の運行委託先である。
| 安曇川駅                                | 安曇川駅                   | 安曇川駅                                  |
| 運行事業者                              | 系統または路線名・行先     | 備考                                      |
| --------------------------------------- | -------------------------- | ----------------------------------------- |
| 江若交通                                | 220：朽木学校前            |                                           |
| 高島市コミュニティバス （江若交通）     | 新旭南循環線：新旭駅       | 321系統                                   |
| 高島市コミュニティバス （江若交通）     | 船木線：安曇川駅           | 330系統：右回り、331系統と335系統：左回り |
| 高島市コミュニティバス （江若交通）     | 安曇川中央循環線：安曇川駅 | 332系統                                   |
| 高島市コミュニティバス （江若交通）     | 高島安曇川線：近江高島駅   | 355系統                                   |
| 高島市コミュニティバス （大津第一交通） | 新旭・安曇川線：新旭駅     | デマンドタクシー路線（要予約）            |
| 高島市コミュニティバス （大津第一交通） | 泰山寺線：安曇川駅         | デマンドタクシー路線（要予約）            |
| 高島市コミュニティバス （大津第一交通） | 白浜線：安曇川駅           | デマンドタクシー路線（要予約）            |

## 隣の駅
西日本旅客鉄道（JR西日本）
 湖西線
■新快速・■快速・■普通
新旭駅 (JR-B15) - 安曇川駅 (JR-B16) - 近江高島駅 (JR-B17)

### 記事本文